# آنا هاکوبیان
آنا هاکوبیان (ارمنی: Աննա Հակոբյան؛ زادهٔ ۱ فوریهٔ ۱۹۷۸) همسر نخست‌وزیر ارمنستان، نیکول پاشینیان و غیررسمی بانوی اول ارمنستان می‌باشد. وی ویراستار ارشد روزنامه «Armenian Times» می‌باشد.

## زندگی‌نامه
وی در ۱ فوریهٔ ۱۹۷۸ در به دنیا آمد و از دانشگاه دولتی ایروان فارغ‌التحصیل شد. 

## انقلاب مخملی ۲۰۱۸
هاکوبیان نقش فعالی در انقلاب ۲۰۱۸ ارمنستان که مجموعه‌ای از اعتراضات جمعی دولتی مسالمت‌آمیز در پاسخ به سومین دور متوالی رئیس‌جمهور پیشین بودند ایفا نمود. در تاریخ ۸ مه ۲۰۱۸ نیکول پاشینیان به عنوان نخست‌وزیر برگزیده شد.

## فعالیت خیرخواهانه
هم‌اکنون بنیاد خیریه‌ای که ریاست افتخاری آن را برعهده دارد که برای حمایت از توسعه سرطان و خون‌شناسی کودکان در ارمنستان در مرحله شکل‌گیری است.

## نگارخانه

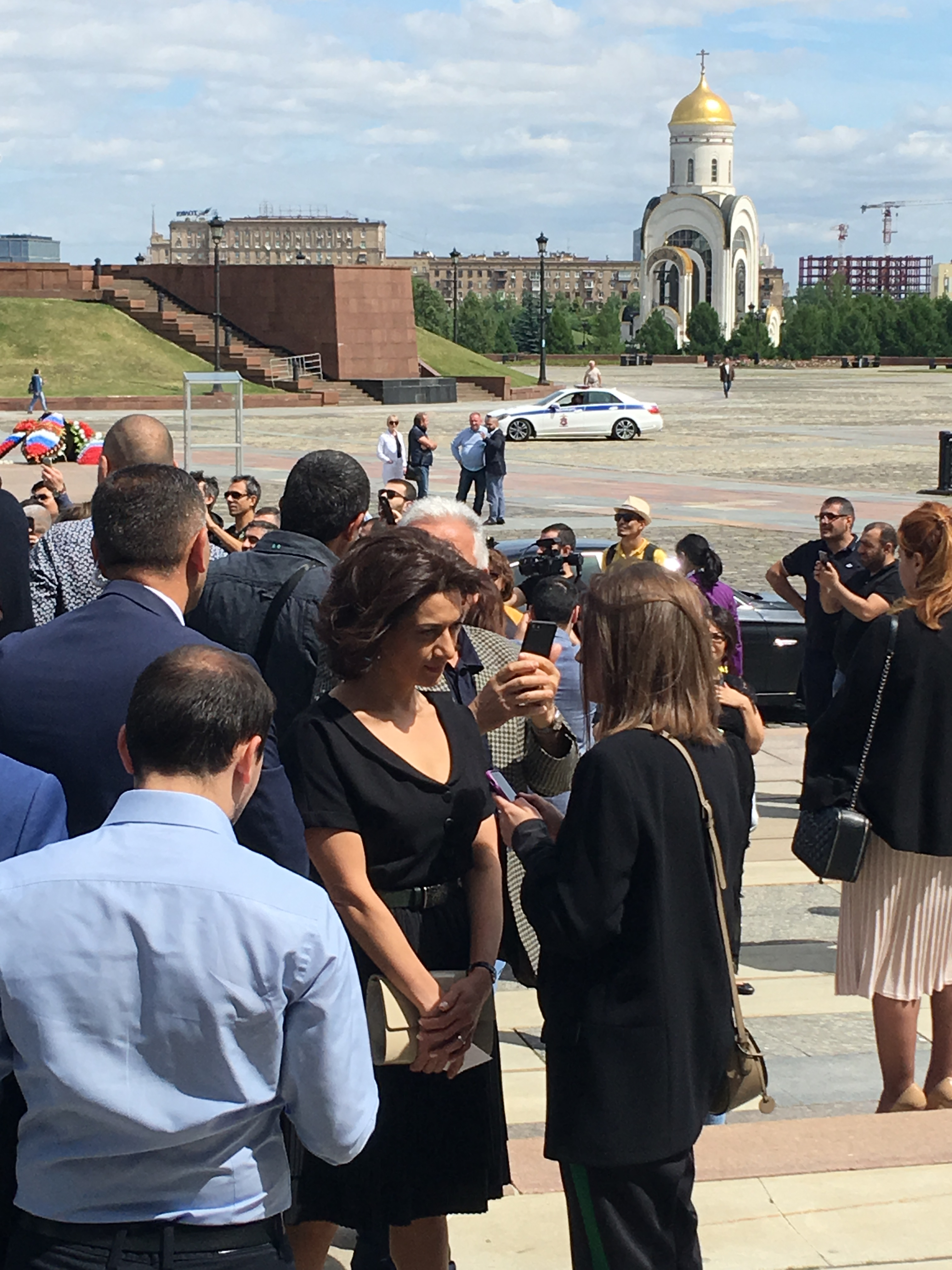